# サイエント
サイエント株式会社（英: Scient Co.）は、東京都港区に本社を置き、デジタルビジネスコンサルティングを中心とした統合的ソリューションやWebサイト構築の提供を行う日本のインターネット企業。

## 概要
1997年に設立された米国Scient社の日本進出の拠点として、2000年4月東京オフィスが開設。2001年6月、Scient社の東京オフィス経営陣によるMBOにより、サイエント株式会社が発足。ECビジネスの立ち上げから成長戦略策定、マーケティングコミュニケーションまで企業のデジタル戦略実践を支援している。

## 沿革
- 2000年4月 - 米国Scient社の東京オフィスとして開設
- 2001年11月 - MBOにより経営権取得
- 2002年7月 - SBI and Companyが米国Scient社を買収[3]
- 2002年10月 - SBI and Companyとライセンス契約
- 2004年10月 - 子会社として株式会社エスジェイソリューションズを設立
- 2005年11月 - 宮崎オフィスを開設
- 2006年3月 - 子会社である株式会社エスジェイソリューションズが、株式会社サイエントビジネスアソシエイツへ社名変更
- 2006年12月 - ブランドコンサルティング会社アイデックス株式会社と業務提携
- 2012年9月 - 株式会社キタムラとの共同子会社として、サイエント ソリューションズ株式会社（旧名：サイエント コマーステクノロジー）を設立[4]